# Falls of Kirkaig
De Falls of Kirkaig (Nederlands: Watervallen van Kirkaig) is een 20 m hoge waterval op de rivier Kirkaig, vlak bij het dorpje Inverkirkaig in Schotland. De waterval is alleen te bereiken via een wandelpad vlak bij een parkeerplaats 1,5 km ten zuidoosten van Inverkirkaig. Het 4 km lange wandelpad naar de waterval leidt 1 km verderop ook naar de berg Suilven en eventueel naar Elphin, 14 km verderop. De Falls of Kirkaig vormen een onoverbrugbare barrière voor de Atlantische zalm.
Kirkaig is afgeleid van een Oudnoords woord dat plaats waar de kerk staat betekent. Kirkaig vormt hier de grens tussen Sutherland en Ross-shire, vlak bij het Inverpolly National Nature Reserve waarin edelherten, wilde katten en boommarters ronddwalen.

## Fauna en flora
Het wandelpad start aan de poort rechts van de steile weg die naar Achins bookshop (boekenwinkel en restaurantje) leidt. De wandeling toont een groot deel van de flora die Assynt te bieden heeft. Het eerste deel van het wandelpad brengt de wandelaar naar de oever van de Kirkaig, een rivier die uit Fionn loch stroomt. Men wandelt onder de takken van lijsterbessen, hazelaars, berken, hulst en ratelpopulieren. Het pad stijgt na ongeveer twee km en doorkruist open landschap. Vlak voor de waterval splitst het pad zich; het pad rechts leidt naar de waterval terwijl men verderop links uitzicht krijgt op Suilven, Stac Pollaidh, Cùl Mòr en Cul Beag.
Het bebost gebied is een restant van het eens uitgestrekte Northwest Forest (noordwestelijk woud) en men treft er broedende barmsijsjes, fitissen, graspiepers, rouwkwikstaarten en boompiepers aan. Buizerds, smellekens en raven zijn er op zoek naar voedsel en het is niet uitzonderlijk om een glimp op te vangen van een steenarend boven de Kirkaig. In het najaar warmen hazelwormen en adders zich op in de ochtendzon. De roep van de koekoek is de hele zomer in de vallei te horen.
Tijdens de lente is de bodem bedekt met een tapijt van sleutelbloemen, klaverzuring, bosanemonen, en bosviooltjes. De versleten weideafspanningen herinneren eraan dat deel deel van de vallei ooit gemene grond was die begraasd werd door schapen.
Insecten zoals echte libellen, zwarte heidelibellen ,viervlekken, groene zandloopkevers en glazenmakers vinden hier volop voedsel.

## Geologie
De vallei waardoor de rivier vloeit met zijn waterval is 3 miljard jaar geleden gevormd en bestaat voor het grootste deel uit gneis. De waterval zelf ontstond toen een vulkanische intrusie de gneis doorsneed en een harde muur van gesteente opwierp in de loop van de rivier.

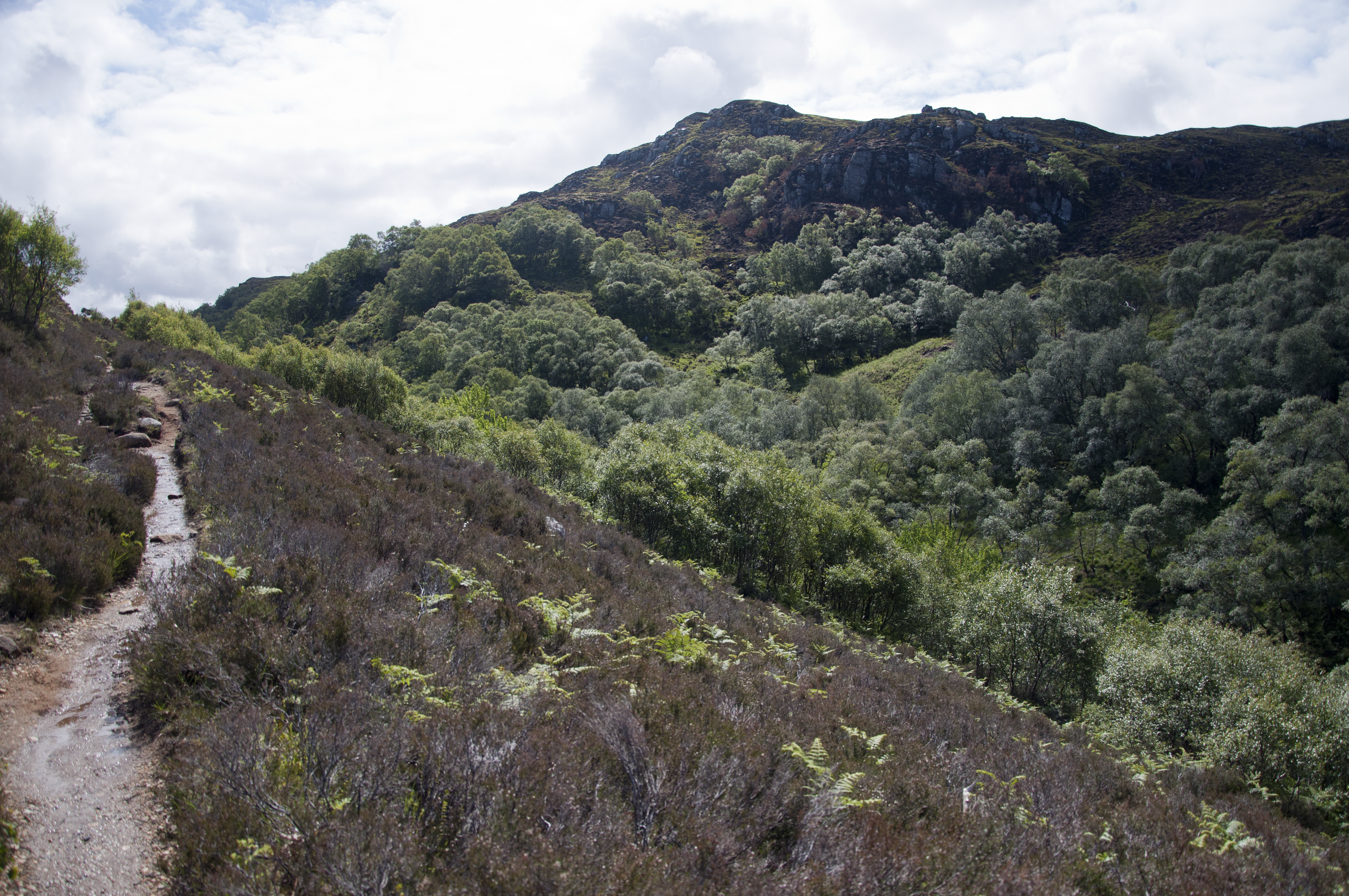
De 3000 miljoen jaar oude vallei met de rivier die door het dal vloeit
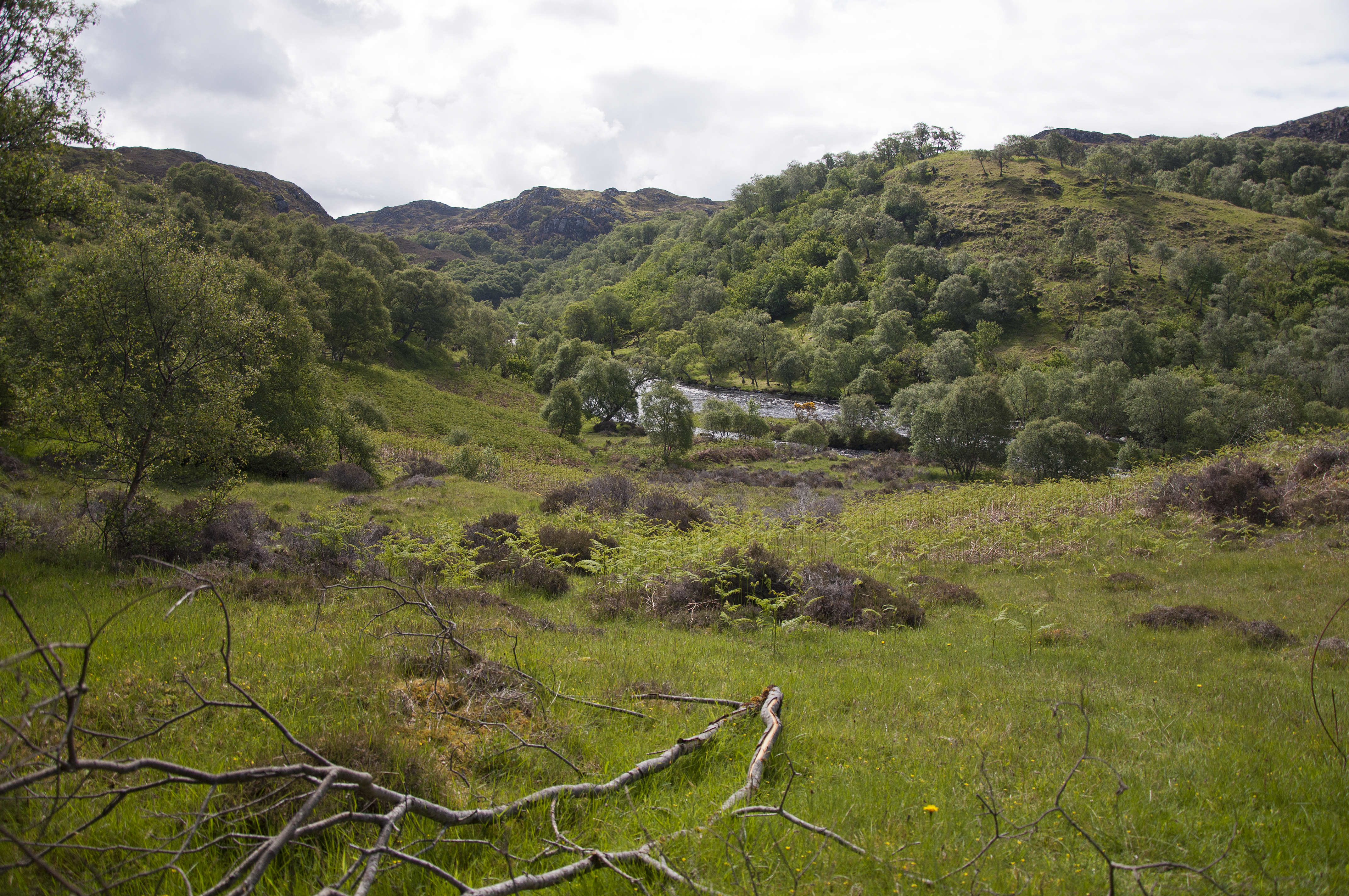
De rivier in het beboste gedeelte
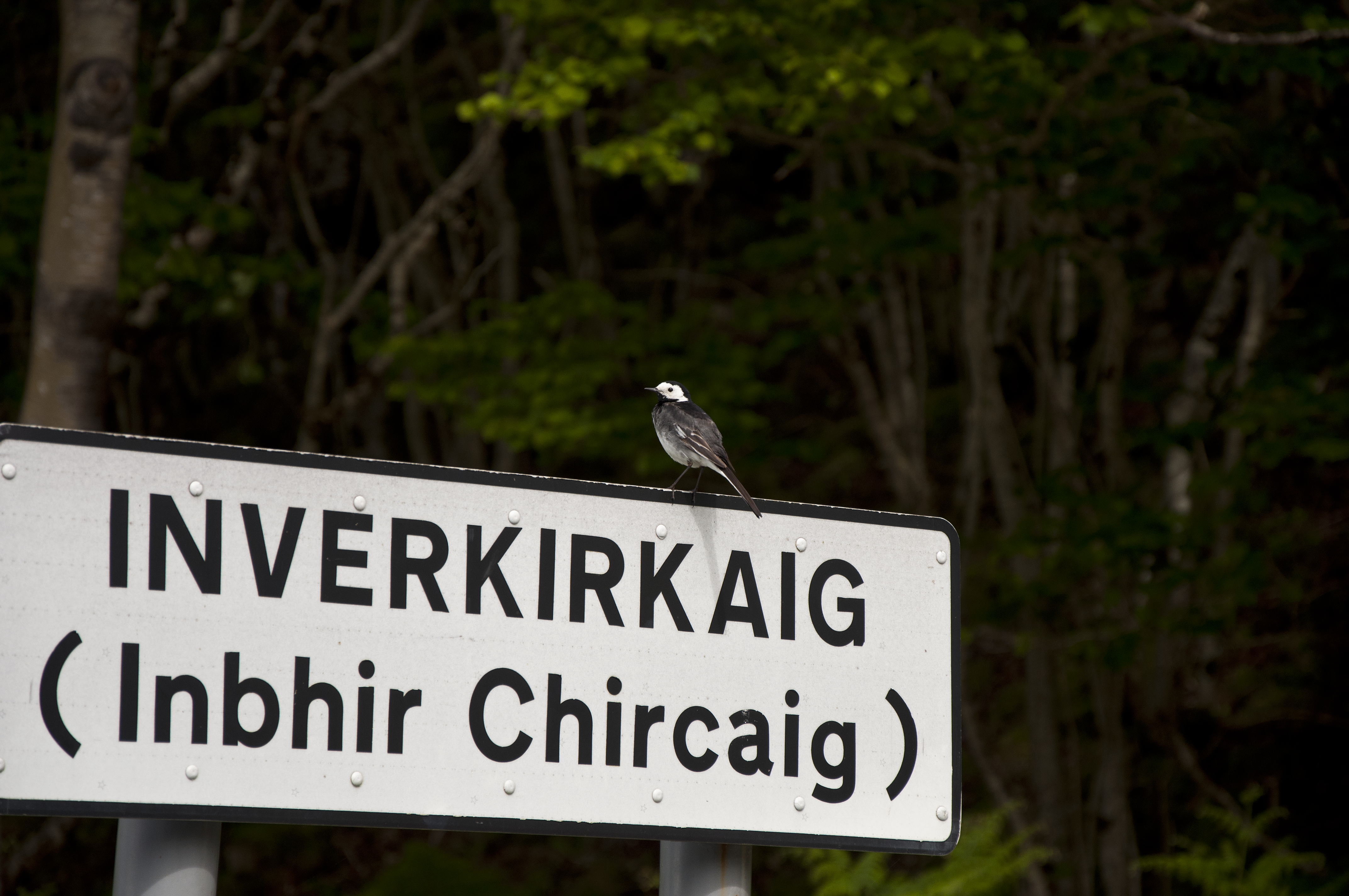
Een rouwkwikstaart
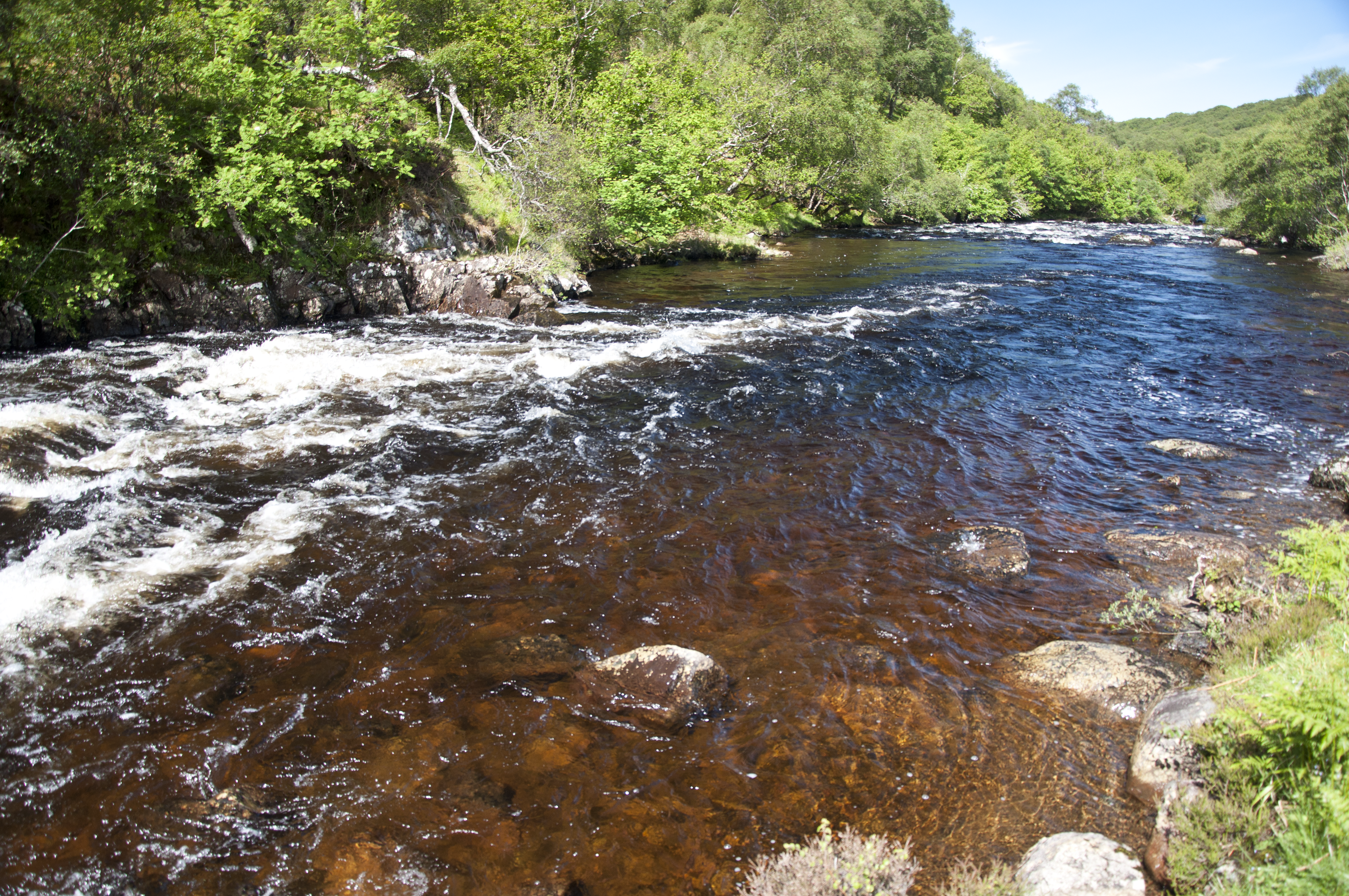
De Kirkaig
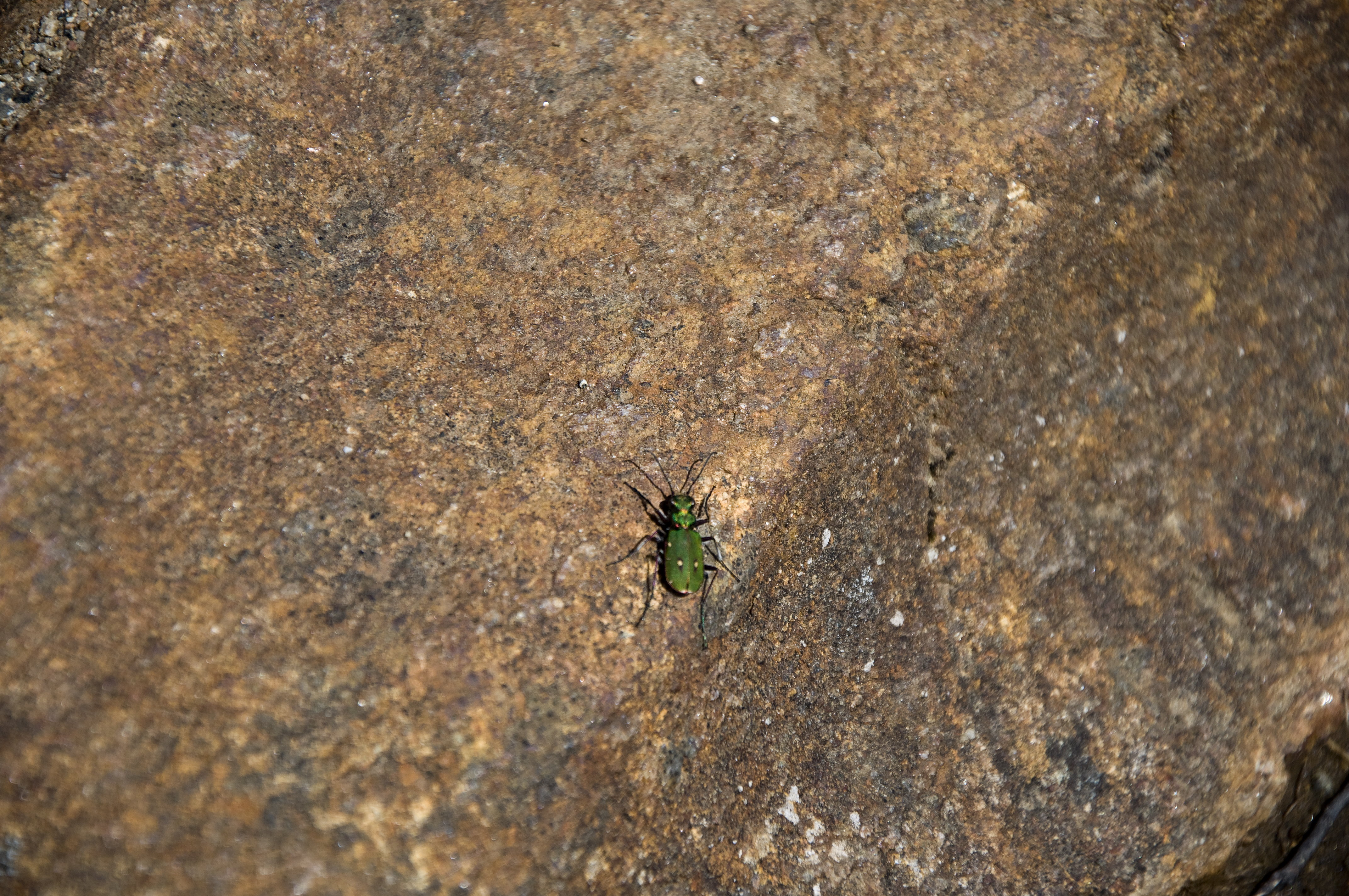
Een groene zandloopkever in de vallei